# Riho Sakamoto
Riho Sakamoto (坂本 理保, Sakamoto Riho, Tochigi, 7 juli 1992) is een Japans voetbalster die als verdediger, middenvelder speelt bij AC Nagano Parceiro.

## Carrière

### Clubcarrière
Sakamoto begon haar carrière in 2011 bij Urawa Reds. Met deze club werd zij in 2014 kampioen van Japan. Ze tekende in 2015 bij AC Nagano Parceiro.

### Interlandcarrière
Sakamoto nam met het Japans nationale elftal O20 deel aan het WK onder 20 in 2012. Japan behaalde drie op het wereldkampioenschap.
Sakamoto maakte op 30 juli 2017 haar debuut in het Japans vrouwenvoetbalelftal tijdens een wedstrijd tegen Australië.

## Statistieken
| Japans vrouwenvoetbalelftal | Japans vrouwenvoetbalelftal | Japans vrouwenvoetbalelftal |
| Jaar                        | Wed.                        | Dlp.                        |
| --------------------------- | --------------------------- | --------------------------- |
| 2017                        | 1                           | 0                           |
| Totaal                      | 1                           | 0                           |